# 레이 BLK
레이 BLK(Ray BLK, 1993년 8월 2일 ~ )는 잉글랜드의 싱어송라이터이다. BBC 사운드 오브 2017 우승자이다.

## 음반 목록

### EP
- Havisham (2015)
- Durt (2016)